# Draußen im Heidedorf
Draußen im Heidedorf ist der Titel einer Novelle Theodor Storms, die Ende 1871 oder Anfang 1872 begonnen und 1872 in der Zeitschrift Der Salon für Literatur, Kunst und Gesellschaft veröffentlicht wurde; in Buchform erschien sie 1873 in dem Erzählungs-Sammelband Zerstreute Kapitel.
Sie handelt von einer fatalen Beziehung im Bauernmilieu und beruht auf einem authentischen Fall in Rantrum, mit dem Storm sich 1866 während seiner Tätigkeit als Landvogt in Husum befassen musste. Mit ihrer nüchternen Sprache schien sie für Storm ein Wendepunkt in seinem Schaffen zu sein, eine Einschätzung, die von Zeitgenossen und literaturwissenschaftlicher Forschung bestätigt wurde. 
Die stellenweise unheimliche Erzählung gehört zur mittleren Schaffensphase und zeigt mit dem Vampirmotiv Storms großes Interesse für phantastische Elemente des Volks- und Aberglaubens.

## Inhalt
Zu Beginn beobachtet der Ich-Erzähler, ein Husumer Landvogt, einen Konflikt, der ein seltsames Beziehungsgeflecht erahnen lässt. An einem Herbstabend schlendert er auf dem Heimweg an einem Wirtshaus vorbei und wird von einer Szene gefesselt, die er im Schein einer Handlaterne verfolgen kann. Neben einer abfahrbereiten Kutsche steht ein junger, kraushaariger Bauer, der einer schönen, sich widerstrebenden Frau beim Aufsteigen helfen will. Mit ihren blassen Zügen und dem schlanken Wuchs unterscheidet sie sich von den „gewöhnlichen Landmädchen“ der Umgebung und lässt im Lichtschein weiße und spitze Zähne aufblitzen.
Leicht ist zu erkennen, dass der junge Mann sie begehrt und es zu Spannungen kommt. So will er auf der vorderen Bank neben ihr sitzen, während sie den Wunsch zurückweist, sich seinem Griff entwindet und dahinter neben einer dicken Frau Platz nimmt, die zur Eile mahnt. Als er ankündigt, so nicht fahren zu wollen, beugt sie sich herab und fragt, ob sie das nächste Mal lieber mit Hans Ottsen fahren sollen, wobei sie zwischen ihren üppigen Lippen die weißen Zähne entblößt. Schließlich springt er ungestüm auf die vordere Bank und setzt das Gefährt ruckartig in Bewegung.
Ein halbes Jahr später wird der Erzähler mit dem Erbfall des hochverschuldeten Landwirts Hinrich Fehse betraut, der zwei unmündige Kinder und einen erwachsenen Sohn gleichen Namens hinterlässt, in dem er bald darauf den verliebten Bauernburschen erkennt. 
Da das Gehöft wegen der Belastungen nicht haltbar zu sein scheint, will er es verkaufen lassen. Der frühere Küster und jetzige Vormund der Kinder kann ihn indes überzeugen, dass eine arrangierte Ehe mit der Tochter eines wohlhabenden Hufners ausreichend Betriebskapital zur Verfügung stellt, um den Hof im Familienbesitz zu halten. Auf die schöne Frau namens Margret Glansky angesprochen, erklärt der Küster, ihr Großvater sei „Slowak von der Donau“ und ihre Mutter eine Hebamme, die „den Dummen die Schillinge aus der Tasche lockt“, was in die alte Bauernfamilie „übel gepasst hätte“. Ob „die Dirne ihn genommen hätte“, sei ohnehin fraglich, da sie noch andere, solidere Verehrer im Schlepptau habe. Um das „gefährliche Mädchen“ aus dem Blickfeld des verliebten Burschen zu schaffen, vermittelt er es als „Nähjungfer“ an einen sechs Meilen entfernten Ort.
Geraume Zeit darauf erblickt der Erzähler den jungen Bauern im Hausflur des Wirtshauses und fragt sich, was er so spät in der Stadt zu tun hat. Als er im Herbst an einem Pferdemarkt vorbeikommt, sieht er den abgezehrt wirkenden Hinrich Fehse, der sich zwei Schindmähren einhandelt. Etwas später erfährt er, dass Margret wieder im Dorf ist, Hinrich sich erneut auf sie eingelassen hat und nun alles „verkauft, was los und fest ist“, damit sie „in seidenen Jacken“ und mit goldenen Anstecknadeln promenieren könne. Der Küster plane, den verzweifelten Mann unter Vormundschaft zu stellen. Bevor dies geschieht, ist Hinrich verschwunden, und Gerüchte machen die Runde, er wolle auswandern oder sich etwas antun. Um den Fall zu untersuchen, bricht der Erzähler noch am selben Tag mit einem Amtsdiener auf.

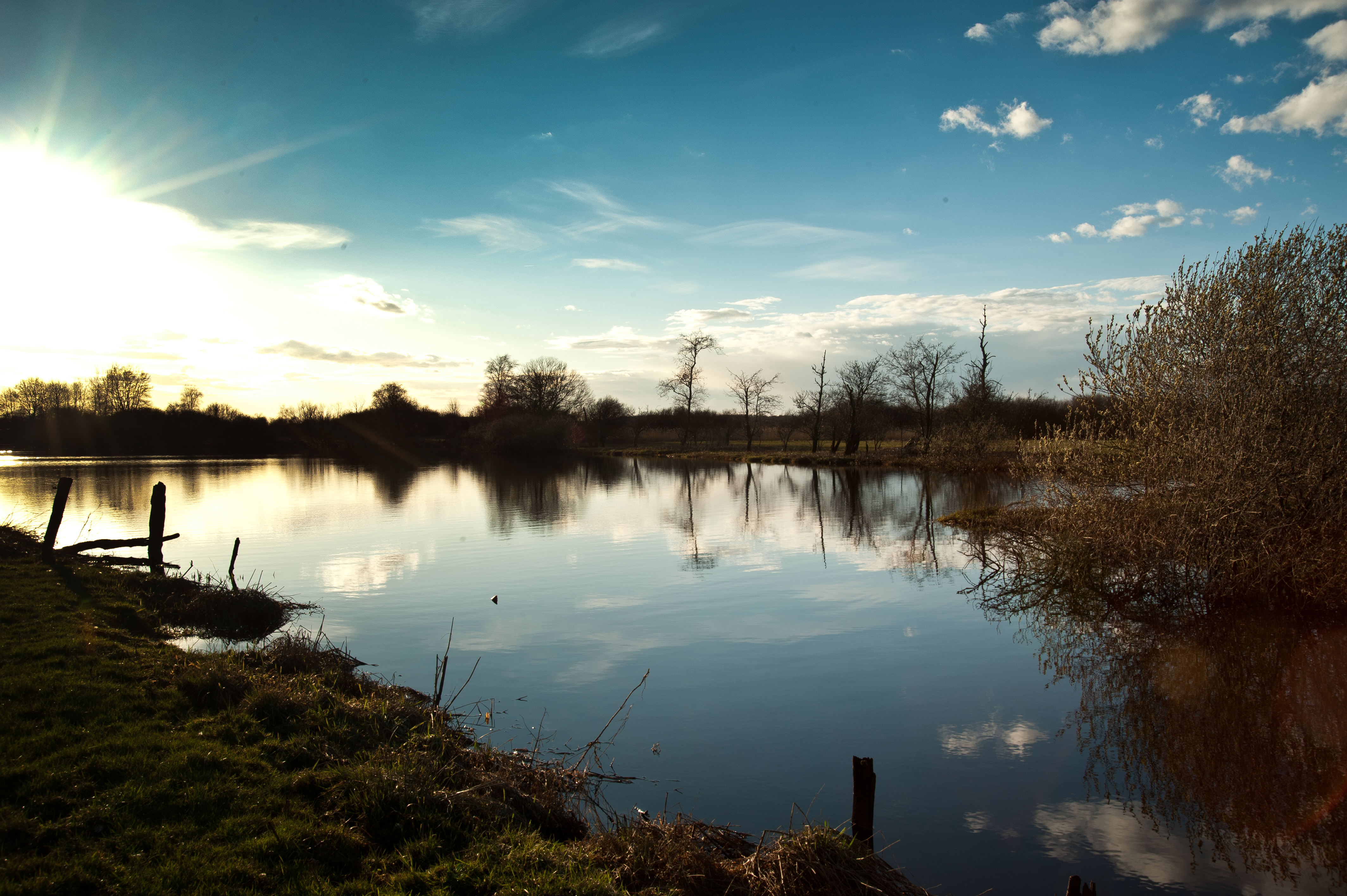
Wildes Moor bei Schwabstedt

Während der Fahrt in der offenen Kutsche beobachtet er das sanfte und schwermütige Schauspiel der vorbeigleitenden, ihm vertrauten Gegend mit ihren Hecken, Hasel- und Eichenbüschen. Nach einiger Zeit erreichen sie das Wilde Moor, das mit dem schwarzbraunen Heidekraut, den Wassertümpeln und Torfhaufen einen öden Eindruck hinterlässt und sich weit nach Norden erstreckt. In der düsteren Atmosphäre ist der „melancholische Schrei des großen Regenpfeifers“ alles, was der Erzähler hört. Er erinnert sich, vor Jahren über ein unheimliches Wesen gelesen zu haben, das in den Steppen an der unteren Donau lebte, die noch von slawischen Urstämmen bewohnt waren: Aus den Heiden erhob sich in der Dämmerung eine fadendünne Kreatur, die „weißer Alp“ genannt wurde. Sie schlich durch die Dörfer und drang in Häuser ein, legte sich neben die Schlafenden und entzog ihnen die Seele, wobei sie unförmig anschwoll. Das Wesen, das die Betroffenen blödsinnig und seelenlos zurückließ, war hier zwar nicht gesichtet worden; doch die Nebel des Moores verdichteten sich im Zwielicht zu anderen furchterregenden Dingen, denen die Dorfbewohner in der Dämmerung und nachts begegnet sein wollten.
Am Südrand des Moores erreicht er das Haus des Küsters, der resigniert zu sein scheint: Es sei fraglich, ob eine Kuratel noch helfen könne, denn Hinrich habe sein Glück gewaltsam nicht erkennen wollen. Seine redselige, kränkliche Frau berichtet von einer länger zurückliegenden, gewalttätigen Eifersuchtsszene zwischen Hinrich, Margret und Hans Ottsen während einer Tanzlustbarkeit im Krug. Hinrich Fehse hatte vor dem Fest rote Rosen aus ihrem Garten gestohlen, die sie später im Haarkranz des Mädchens entdeckte. Hans, der wohlhabendere Nebenbuhler, stolzierte durch den Saal, sah sich die Mädchen an, als stünden sie zum Kauf, blieb vor dem Paar stehen und provozierte mit höhnischen Bemerkungen: „Hehler und Stehler […] Der Rosenhinrich und die Slowakenmargret? Ihr macht ein sauberes Paar zusammen.“ Von Margret angestachelt, versetzte Hinrich ihm zwei Faustschläge, die ihn niederstreckten, wurde vom Pastor am Schlafittchen gepackt und ausgeschlossen, während die Geliebte sich bereits nach anderen Tänzern umsah. Nach einigem Zieren tanzte sie mit dem Rivalen „an dem armen Burschen“ vorüber, der ihnen mit seinen kleinen Augen nachsah, die glücklicherweise „nicht mit Flintenkugeln geladen waren!“ Am nächsten Morgen kam Hinrich nicht nach Hause, wurde schließlich am Rand des Moores bei den „Wasserkröten“ gefunden und lag einige Wochen krank darnieder.
Der Amtsvogt lässt sich zum Fehseschen Anwesen kutschieren und verhört dort die Geliebte, etwas später die Mutter sowie die Ehefrau des Vermissten, nach dem weiterhin gesucht wird. Margaret Glansky ist totenblass und scheint von „Angst vor äußerlicher Verantwortlichkeit wegen einer vielleicht innerlichen Schuld“ bestimmt zu sein. Sie spricht vom Hass der anderen Frauen auf sie und weist jede Schuld von sich. Als die anderen Frauen das Zimmer betreten, ist die Spannung in den ausgetauschten Blicken zu spüren. Die alte Bäuerin beklagt die fatale Wirkung Margrets auf ihren Sohn, der viel Geld verschwendet und ihr gestanden habe, er sei willenlos zum Haus der Hebamme gezogen worden. 
Ein weiteres Gespräch mit Margret zeigt die unterschiedlichen Gefühle. Erst spät habe sie seine Leidenschaft bemerkt, ihn dann allerdings nicht mehr von ihr lösen können. Nach ihrer Darstellung besuchte er sie in der Nacht vor seinem Verschwinden während eines Unwetters und sprach von Plänen, gemeinsam heimlich nach Amerika auszuwandern, was er mit dem Erlös aus dem Verkauf der prächtigen Wallachen bezahlen wollte. Als sie dies ausschlug, reagierte er verzweifelt, warf den Geldbeutel in einen Brunnen des Hauses, verfluchte sie und rannte fort. Da sie sich Sorgen machte, schlich sie in der stürmischen Nacht zum Hof der Fehses und sah Hinrich durch das Fenster im Alkoven, bis er sie plötzlich anstierte und in die Flucht trieb. Die alte Bäuerin wiederum will während des Unwetters ein Geräusch gehört und ein Tier mit weißen, spitzen Zähnen und schwarzen Augen durch das Fenster gesehen haben. Sie konnte ihren Sohn nicht aufhalten, der unentwegt zum Fensterladen starrte und dann hinaustaumelte. Der das bleiche Mädchen betrachtende Erzähler denkt an den weißen Alp und hätte beinahe gesagt, dass die Seele des jungen Mannes ausgetrunken wurde. 
Bald wird der im Moor gefundene Leichnam Hinrich Fehses mit einem rumpelnden Wagen nach Hause gebracht und in die Scheune gelegt. Der wohlhabende Hans Ottsen heiratet Fehses Witwe und kann so das Anwesen seines Rivalen erwerben, während Margrets weiterer Lebensweg im Dunkeln bleibt. Sie soll in eine andere Stadt gezogen und „dort in der Menschenflut verschollen sein.“

## Entstehung
Die Novelle beruht auf einer wahren Begebenheit. Während seiner Zeit als Landvogt in Husum musste Storm sich mit einem Fall befassen, über den er im Frühjahr 1866 seiner späteren zweiten Frau Dorothea Jensen ausführlich berichtete: Seit einigen Tagen wurde ein junger Mann vermisst, „der sich durch Liebschaften und Schulden sein Leben anscheinend unheilbar zerrüttet“ hatte. Nachdem Storm die Brunnen des Dorfes hatte untersuchen lassen, wurde die Leiche des „stattlichen jungen Menschen“ schließlich in einer Trinkgrube in Rantrum gefunden. Storm fuhr in die Gemeinde und vernahm die schwangere Frau des Verstorbenen, „die er nicht geliebt, aber geheiratet hatte, um mit Beihilfe ihres Geldes den väterlichen Besitz aufbessern zu können“ und sich dann dem „bezaubernde(n)“ Mädchen zuzuwenden, das er seit Jahren liebte und aus dessen „wunderbaren Augen“ er „Leidenschaft und Tod“ trank. Einen Tag vor seinem Suizid suchte er die Geliebte niedergeschlagen auf und gestand ihr, das häusliche Leben nicht mehr auszuhalten. Seine betrogene Frau, die ihn offenbar sehr liebte und nur mit „milde(n) Vorwürfe(n)“ bedachte, hatte ihn vom Bett aus das Haus verlassen hören. Wie Storm bemerkte, schien das schöne Mädchen nur von Angst vor „krimineller Verantwortung“ erfüllt und zeigte keinerlei Schmerz um den Toten.

## Hintergrund
Nach Auffassung Storms schlug er mit der Novelle einen „ganz neue(n) Ton“ an, den er gegenüber Vorwürfen verteidigte, die poetische Schönheit vernachlässigt zu haben.
Für ihn war die Bauerngeschichte ein Wendepunkt, eine Abkehr von den lyrischen Novellen, indem er beweisen wollte, ein Werk „ohne den Dunstkreis einer bestimmten Stimmung“ schreiben zu können. Bereits in den vorhergehenden Novellen Eine Malerarbeit und Eine Halligfahrt war diese Entwicklung erkennbar. Er selbst sprach von einem „ganz neue(n) Storm“ und glaubte, eine andere Ebene der „epischen Objektivität“ erreicht zu haben, was sich auch in seinen Ratschlägen an Hermione von Preuschen zeigt, die er sich selbst zu eigen gemacht hatte. Sie solle sich „aller Reflexionen“ enthalten, knapp nur „das Nothwendigste“ erzählen und Gefühle nicht schildern, sondern sie aus „dem Leben und Thun“ der Leute deutlich werden lassen.
Diese selbstbewusste Einschätzung wurde von Zeitgenossen wie Paul Heyse und der literaturwissenschaftlichen Forschung bestätigt, die sich auch mit aufgeworfenen Fragen der Erzählperspektive befasste. Wie nie zuvor beruhen die Einsichten des homodiegetischen Erzählers auf den Aussagen der anderen Figuren, zu denen der Küster und dessen Frau, Margret Glansky und die Mutter des Toten gehören. 

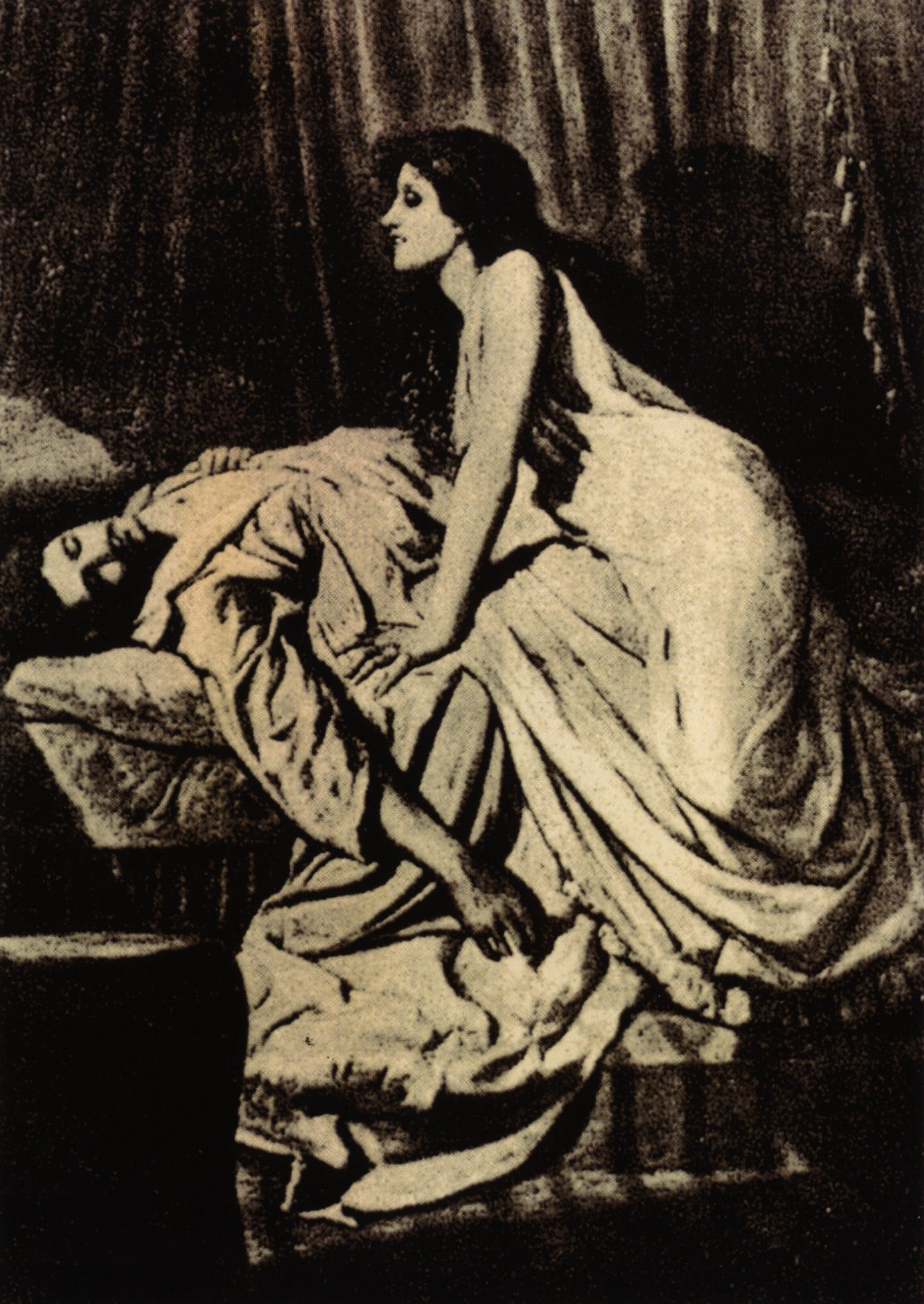
Philip Burne-Jones: Der Vampir, 1897

Die perspektivische Objektivität kontrastiert mit dem „weißen Alp“, einem monströsen Wesen, das aus der Erinnerung des Erzählers eingeführt wird. Storm verbindet so den ortsfremden Aberglauben aus Gebieten der unteren Donau mit dem slawischen Hintergrund der verführerischen Frau, deren Großvater ein „Slowak“ gewesen sein soll. Mit ihren weißen und spitzen Zähnen erinnert sie an einen Vampir. Das genretypische Attribut wird gleich zu Beginn eingeführt und im weiteren Verlauf der Erzählung geradezu leitmotivisch wiederholt. Der Sphäre des Irrationalen entsprechend legt ihre Mutter neben der Tätigkeit als Hebamme Karten und bespricht Geschwulste, um den Narren das Geld aus der Tasche zu locken.
Storm hatte eine besondere Vorliebe für Gespenstisches und trug bis ins hohe Alter Spukgeschichten vor. Gottfried Keller gegenüber versicherte er, nicht an Übernatürliches zu glauben, wiewohl „das Natürliche bei Weitem noch nicht erkannt“ sei. Keller betrachtete die Sphäre des Gespenstischen nüchterner als Storm, was Thomas Mann mit dessen „gemüthafter Nachgiebigkeit gegen den heidnischen Volksglauben“ erklärte, „die dem aufgeklärt-ungläubigen Sohne des 19. Jahrhunderts freilich widerspruchsvoll genug zu Gesicht“ stehe.
Mit Themen des Todes und des Unheimlichen stehen seine Werke so in einem Spannungsverhältnis zu den Vorgaben des poetischen Realismus.
Gero von Wilpert erklärt Storms häufige Gestaltung des Gespenstermotivs mit seiner Herkunft aus den nebelverhangenen Landschaften Norddeutschlands. Regional verwurzelt in Marschland, Geest und Waterkant, bot ihm die regionstypische Mischung aus oberflächlichem Christentum und tiefsitzendem Aberglauben die Atmosphäre, seine melancholische Innerlichkeit zu spiegeln.
Theodor Fontane berichtete von einem Treffen in der Wohnung Franz Kuglers aus dem Jahr 1854, bei dem Storm sein Gedicht In Bulemanns Haus vortrug und die im Halbdunkel versammelten Anwesenden bisweilen mit den Augen „...eines kleinen Hexenmeisters...“ beobachtete. Die um den großen runden Tisch sitzenden Gäste sollten „von dem Halbgespenstischen gebannt, von dem Humoristischen erheitert, von dem Melodischen lächelnd eingewiegt werden“.
Wie Ferdinand Tönnies schrieb, sprach Storm mit ihm gern über Geheimnisvolles und glaubte, es gebe „noch unerkannte Kräfte der menschlichen Seele“, so dass Geister- und Spukphänomene für ihn nicht bloß einen poetischen Reiz hätten. Auch seine Kinder unterhielt er mit Gespenstergeschichten, die für ihr Alter zugeschnitten waren. Von seinem großen Interesse für Unheimliches zeugen nicht nur seine Kunstmärchen und eigene Novellen wie Renate, Eekenhof und vor allem Der Schimmelreiter, sondern eine Spukgeschichtensammlung auch anderer Autoren, die nicht veröffentlicht wurde und lange unbekannt geblieben ist. Im Besitz einer Enkelin Storms wurde 1969 das Manuskript eines Neuen Gespensterbuchs entdeckt, das Storm für den Druck vorbereitet hatte und das den Untertitel „Beiträge zur Geschichte des Spuks“ trug.

## Interpretation
Für Rüdiger Frommholz gelang Storm eine Erzählung, die Gottfried Kellers Romeo und Julia auf dem Dorfe ebenbürtig ist. Anders als Kellers lichte Natur, sind Storms Landschaften von der herben Düsternis des Herbstes überschattet und symbolisieren das undurchschaubare Sein und die tragische Erkenntnisnot des Menschen. Der gebrochene Humanismus der Novelle entspringe der melancholischen Einsicht in die Vergänglichkeit und dem Verlust einer höheren, transzendenten Sinngebung.
Nach Auffassung Hartmut Vinçons verlagerte Storm die Verbindung zwischen materieller Rivalität und Leidenschaft ins Dämonische. Mit seiner im Bauernmilieu spielenden Erzählung interpretiere er den Klassenunterschied nicht gesellschaftlich, sondern nur chthonisch und bürgerlich als „Spiel dunkler Mächte“.
Laut Gero von Wilpert veranschaulicht das Werk den dörflichen Volksaberglauben mit Elementen wie Spuk und Wahrsagerei. Dem deterministischen Weltbild erscheint die erotische Leidenschaft Hinrich Fehses nur durch die Sagenfigur des weißen Alps erklärbar, eine zwischen Vampir und Werwolf stehende Kreatur, die das Leben der ihr Verfallenen zerstört.
Der ausgemalte Begegnung vor dem Wirtshaus zu Beginn der Erzählung verdeutlicht nach Auffassung Karl Ernst Laages die Arbeitsweise Storms, sich an Szenen zu orientieren, die er vor dem inneren Auge hatte und schließlich zu einer Einheit verband.
Er habe als „Szenen-Seher“ Personen und Lokalität, Perspektiven und Lichtverhältnisse so plastisch geschildert, dass es für Maler einfach sei, sie in Bilder umzusetzen und die Werke zu illustrieren, während der Leser zu inneren Bildern angeregt werde.
Die wenigen dörflichen Details sind laut Josef Kunz hinreichend, um auf die herrschenden Wertvorstellungen und das soziale Gefüge der Gemeinschaft schließen zu können. Hier zeigt sich für ihn, dass der Grundbesitz darüber entscheidet, ob jemand anerkannt und geachtet wird. Das Normensystem wirkt sich auch auf die Beziehung der Geschlechter aus, indem nicht Liebe, sondern Besitz über die Wahl des Ehepartners entscheidet. Die Ehe wird vom Küster arrangiert, der über genug Ansehen und Weitsicht verfügt und aus pekuniären Erwägungen die Braut für Hinrich Fehse wählt, der fast zehn Jahre jünger ist als sie. Storm stellt sie mit einem „wohlgeformt(en)“ aber „reizlos(en)“ Gesicht vor, „wie es bei denen zu sein pflegt, die schon mit ihrer Kinderseele um den Erwerb gerechnet haben.“
Neben dem Küster herrschen weitere Autoritäten darüber, dass die Ordnung nicht angetastet wird. Zu ihnen gehört der Pfarrer, der sogar bei einer Tanzveranstaltung anwesend ist und Hinrich Fehse des Saales verweist, obwohl seine Schuld geringer ist als die Ottsens, eine parteiische Entscheidung, gegen die niemand aufbegehrt und die den Wert des Besitzes ebenfalls widerspiegelt. Verkörpert der Pfarrer die geistliche, so der Küster die weltliche Autorität. Er will Fehse entmündigen lassen, um so den Besitz für dessen Frau und Kind zu sichern und zu verhindern, dass alles für die schöne Geliebte verschleudert wird. Nach seinem Tod kümmert er sich erneut um das Anwesen, indem er für die Witwe ausgerechnet den wohlhabenden Ottsen auswählt und keinen Gedanken daran verschwendet, dass Fehse sich kurz zuvor in verzweifelter Situation umgebracht hat. Margret Glansky bringt laut Kunz die novellistische Bewegung in das ansonsten statisch-zeitlose Gefüge des Dorfes und verkörpert so den anderen Spannungspol der Erzählung: Der jähe Einbruch des Unvorhersehbaren erscheint in Gestalt einer erotisch faszinierenden Frau aus der Fremde. Bereits in der Eingangsszene vor dem Wirtshaus malt Storm plastisch aus, wie sie sich von den gewöhnlichen Dorfmädchen unterscheidet. In ihr habe das „Ungebändigte“ Gestalt angenommen, eine dem „Gesetzlichen“ zuwiderlaufende Kraft, die Goethe in den Wahlverwandtschaften umkreise und in den Mund des verständigen Begleiters des Lords lege. Der Amtsvogt ist als Rollenerzähler in die Geschichte eingebunden und nach Auffassung Kunz’ durch eine seltsame Passivität gekennzeichnet. Obwohl er sieht, wie sich das Unheil schrittweise ankündigt, verfolgt er das Geschehen widerstandslos und berichtet in eben dieser Passivität davon. So scheint es, dass die Figuren dem rezeptiven Beobachter von ungefähr nahegebracht werden, er dazu neigt, sich vom Zufall treiben zu lassen und keine Initiative zu ergreifen.
Für Christoph Deupmann verkörpert das Mädchen eine fremdartige Erotik, welche die traditionsgebundene bäuerliche Ordnung und die patriarchalische Struktur untergräbt und den schwachen Helden wirtschaftlich und existentiell vernichtet. Die Konstellation der Figuren sei vom Motiv der Abwehr der begehrten Frau geprägt, das sich in Storms Novellistik häufig finde. Margret erscheine als Grenzfigur zwischen beherrschbarer und entfesselter Natur und werde zu animalischer Sinnlichkeit stilisiert, was sie aus dem Bereich des Humanen ausschließe.